# Змиеносец (зодия)
Змиеносец (на латински: ophiuchus) е едно от 13-те съзвездия по еклиптиката на годишния път на Слънцето.
В резултат от движението на Земята по нейната орбита за една година видимото положение на Слънцето на фона на звездите описва по небето окръжност, наречена еклиптика. Видимият годишен път на Слънцето по еклиптиката преминава през 13 от всичките 88 известни съзвездия (12 от които са наречени зодиакални). Това са съзвездията: Риби, Овен, Телец, Близнаци, Рак, Лъв, Дева, Везни, Скорпион, Змиеносец, Стрелец, Козирог и Водолей. Тринадесетото съзвездие, което липсва сред зодиакалните съзвездия на тропическия зодиак (който е и основният ползван в Западния свят от астролозите), е Змиеносец. Въпреки че през него минава немалка част от видимия път на Слънцето, то не е включено в зодиака. Това е така, защото зодиакалните знаци, въпреки че ползват познатите имена от астрономическите съзвездия, реално не отговарят на движението на Слънцето през тях, а следват годишните сезони и движението на Слънцето спрямо земния хоризонт, почвайки от пролетното равноденствие в Северното полукълбо. При създаването на сегашния зодиакален кръг от Птолемей, той е решил да раздели еклиптиката на 12 равни части, всяка от по 30 градуса и това дава началото на така наречения тропически зодиак. Той е знаел за прецесията на земната ос и е отбелязал, че Слънцето преминава през съзвездието Змиеносец, но е знаел и че зодиакалните знаци не са нищо повече от удобно наименование на 30 градусови сегменти. Астрономическият зодиак е този, който отчита движението на Слънцето през съзвездията и който се променя с прецесията на земната ос. Долната таблица показва времето на пребиваване на Слънцето в отделните съзвездия спрямо астрономическия зодиак, а не спрямо тропическия. Така продължителността на съзвездията варира от 6 дена 9 часа и 36 минути (за Скорпион) до 44 дена и 12 часа (за Дева).
| Име       | Символ      | Зодия                      | Зодия                  | Съзвездие                  | Съзвездие              |
| Име       | Символ      | Тропически зодиак          | Продължителност, [дни] | Период                     | Продължителност, [дни] |
| --------- | ----------- | -------------------------- | ---------------------- | -------------------------- | ---------------------- |
| Овен      | Aries       | 21 март – 20 април         | 31                     | 19 април – 13 май          | 25,5                   |
| Телец     | Taurus      | 21 април – 20 май          | 30                     | 14 май – 21 юни            | 38,2                   |
| Близнаци  | Gemini      | 21 май – 20 юни            | 31                     | 22 юни – 20 юли            | 29,3                   |
| Рак       | Cancer      | 21 юни – 21 юли            | 31                     | 21 юли – 10 август         | 21,1                   |
| Лъв       | Leo         | 22 юли – 22 август         | 32                     | 11 август – 16 септември   | 36,9                   |
| Дева      | Virgo       | 23 август – 22 септември   | 31                     | 17 септември – 30 октомври | 44,5                   |
| Везни     | Libra       | 23 септември – 22 октомври | 30                     | 31 октомври – 21 ноември   | 21,1                   |
| Скорпион  | Scorpio     | 23 октомври – 21 ноември   | 30                     | 22 ноември – 26 ноември    | 6,4                    |
| Змиеносец |             |                            |                        | 27 ноември – 17 декември   | 20,4                   |
| Стрелец   | Sagittarius | 22 ноември – 21 декември   | 30                     | 18 декември – 20 януари    | 33,6                   |
| Козирог   | Capricornus | 22 декември – 19 януари    | 29                     | 21 януари – 16 февруари    | 27,4                   |
| Водолей   | Aquarius    | 20 януари – 19 февруари    | 30                     | 17 февруари – 11 март      | 23,9                   |
| Риби      | Pisces      | 20 февруари – 20 март      | 30 (31)                | 12 март – 18 април         | 37,7                   |

Причината да има разлика между астрономическия и тропическия зодиак се дължи на 25 800-годишното „клатушкане“ на земната ос. Сега пролетната равноденствена точка се намира в съзвездието Риби, а есенната – в съзвездието Дева. Преди около 2000 години, обаче, пролетната равноденствена точка се е намирала в Овен, а есенната – във Везни. Това преместване на равноденствените точки по зодиакалните съзвездия означава, че земната ос бавно се мести в пространството. За около 26 000 години тя описва пълен конус и се връща в първоначалното си положение. Това явление се нарича прецесия и се дължи на елипсоидната форма на Земята. Гравитационното въздействие върху нашата елипсоидна планета от страна на Слънцето и Луната предизвиква изменението в ориентацията на земната ос с времето. Поради прецесията звездните карти постоянно остаряват, а положението на небесните полюси непрекъснато се променя.